# Hattstatt
Hattstatt – miejscowość i gmina we Francji, w regionie Grand Est, w departamencie Górny Ren.
Według danych na rok 1990 gminę zamieszkiwało 721 osób, 121 os./km².